# Bella Ramsey
Isabella May Ramsey (Nottinghamshire, Inglaterra, 25 de septiembre de 2003), a quien también se conoce bajo el nombre Bella Ramsey, es una actriz británica que se dedica a la actuación en cine, televisión y teatro. Interpretó a Lyanna Mormont en la serie de HBO Juego de tronos, a Mildred Hubble en The Worst Witch, a Hilda en la serie del mismo nombre y a Ellie en la serie de televisión basada en el videojuego The Last of Us, también transmitida por HBO.

## Carrera
Desde 2016 a 2019, Ramsey interpretó a Lyanna Mormont en la serie de drama y fantasía de HBO Juego de tronos. Después de su primera aparición en el séptimo episodio de la sexta temporada, los aficionados y los críticos señalaron sus dotes actorales, destacando por interpretar un personaje menor con buen liderazgo. Esta reacción se repitió después de su aparición en el final de temporada, con The Hollywood Reporter llamándola la «estrella revelación de la temporada 6».
En 2017 se estrenó la serie The Worst Witch, basada en la novela homónima escrita e ilustrada por Jill Murphy, donde Ramsey interpreta a la protagonista, Mildred Hubble. En 2019, Ramsey ganó el premio BAFTA infantil al mejor intérprete joven por este papel.
En 2019, Bella interpretó a Hilda, protagonista de la serie del mismo nombre.
En 2022, protagonizó la película Catherine Called Birdy para Amazon prime, adaptación de la novela del mismo nombre.
En febrero de 2021, se anunció que Ramsey interpretaría a Ellie en la adaptación televisiva del videojuego The Last of Us, la cual emitió su primera temporada en 2023 a través de HBO.

## Vida personal

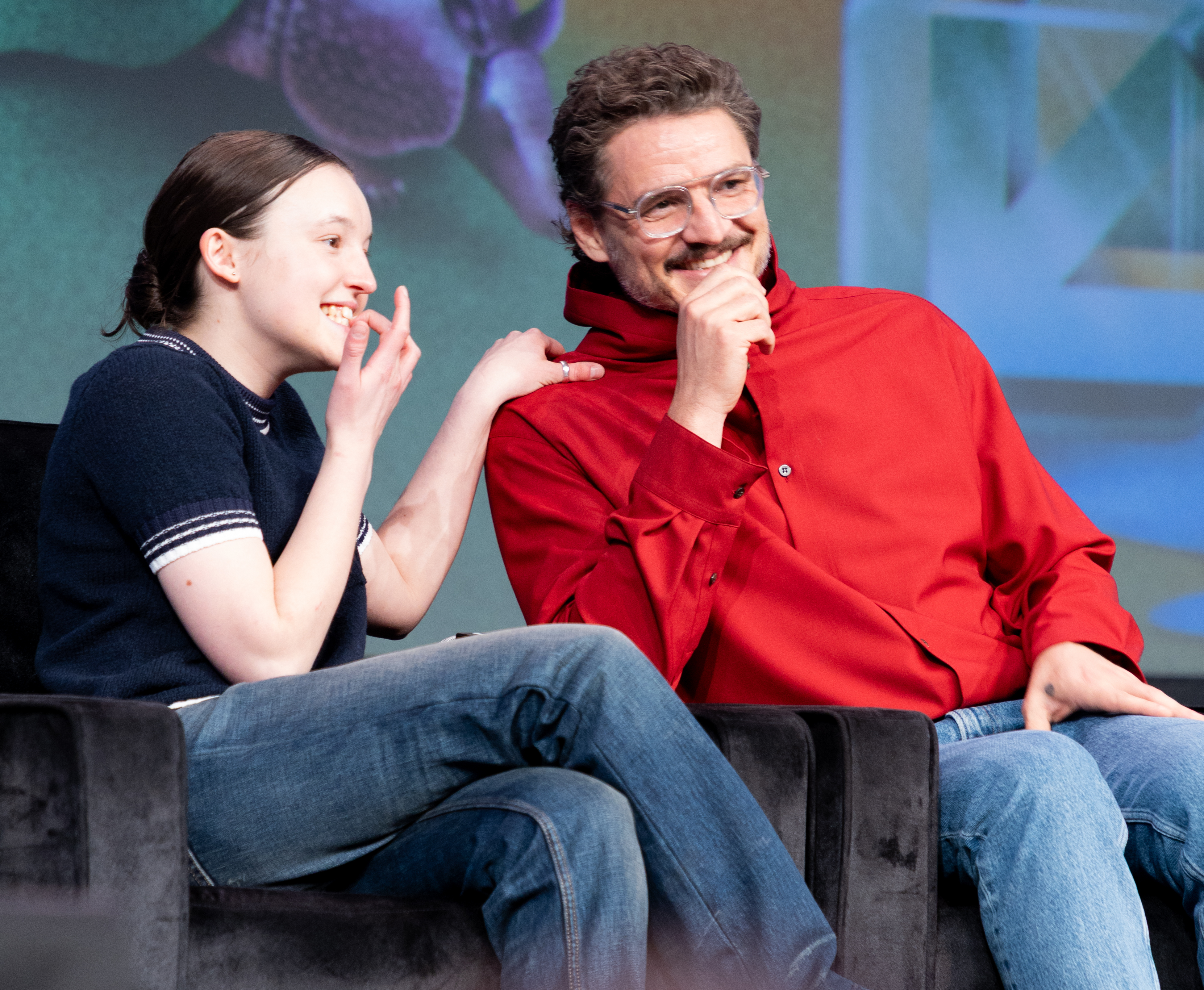
Ramsey y Pedro Pascal en SXSW 2025.

El 26 de agosto adoptó a un perro llamado Skipper durante el rodaje de la serie The Last Of Us en Calgary. Formar parte del elenco propició además que desarrollara una gran amistad con el actor chileno Pedro Pascal.
En una entrevista para The New York Times, Ramsey se declaró como género fluido. Aunque en una entrevista de 2023 comentó que los pronombres neutros la describen con mayor precisión, posteriormente aclaró que le es indiferente qué pronombres utilicen para referirse a ella, afirmando «es imposible malgenerizarme».
En el Día de la Salud Mental en 2018 reveló que padecía anorexia nerviosa, una condición que supo controlar y que, con apenas 14 años, sirvió de impulso para el inicio de su primer guion.
Ramsey toca la guitarra. En 2020 tuvo un canal de YouTube llamado United Hope donde compartía su fe.
Recientemente ha revelado su diagnóstico de autista, declarando en Vogue que el diagnóstico ha sido una liberación para ella.

## Filmografía

### Cine
| Año  | Título                          | Papel      | Nota(s)      |
| ---- | ------------------------------- | ---------- | ------------ |
| 2017 | Eleftheria                      | Ellie      | Cortometraje |
| 2018 | Holmes and Watson               | Flotsam    |              |
| 2018 | Two for Joy                     | Miranda    |              |
| 2019 | Judy                            | Lorna Luft |              |
| 2020 | Resistence                      | Elsbeth    |              |
| 2021 | Hilda y el rey de la montaña    | Hilda      | Papel de voz |
| 2021 | Requiem                         | Evelyn     | Cortometraje |
| 2022 | Catherine Called Birdy          | Birdy      |              |
| 2023 | Chicken Run: Dawn of the Nugget | Molly      | Papel de voz |

### Televisión
| Año           | Título             | Papel          | Nota(s)                          |
| ------------- | ------------------ | -------------- | -------------------------------- |
| 2016–2019     | Juego de tronos    | Lyanna Mormont | Papel recurrente 10 episodios    |
| 2017–2020     | The Worst Witch    | Mildred Hubble | Papel principal (temporadas 1-3) |
| 2018–2023     | Hilda              | Hilda (voz)    | Papel principal 26 episodios     |
| 2020          | His Dark Materials | Angelica       | 6 episodios                      |
| 2022          | Becoming Elizabeth | Juana Grey     | Papel principal                  |
| 2023–presente | The Last of Us     | Ellie          | Papel principal 16 episodios     |
| 2023          | Time               | Kelsey         | 3 episodios                      |